# Gisela Gebauer-Nehring
Gisela Gebauer-Nehring (* 10. Juli 1937 in Breslau) ist eine deutsche Politikerin und ehemalige Landtagsabgeordnete (SPD) im Landtag Nordrhein-Westfalen.

## Leben und Beruf
Nach dem Schulbesuch mit dem Abschluss Abitur im Jahre 1956 studierte sie Geschichte, Geographie und Sozialwissenschaften an den Universitäten Freiburg, Hamburg und Bonn. Anschließend war sie im Schuldienst, zuletzt als Direktorin an einer Gesamtschule, beschäftigt.
Der SPD gehört Gebauer-Nehring seit 1962 an. Sie war in verschiedenen Gremien der SPD tätig und ist Mitglied der Arbeiterwohlfahrt und der Gewerkschaft Erziehung und Wissenschaft. 

## Abgeordnete
Vom 2. Dezember 1994 bis zum 31. Mai 1995 und vom 1. Februar 1997 bis zum 1. Juni 2000 war Gebauer-Nehring Mitglied des Landtags des Landes Nordrhein-Westfalen. Sie rückte jeweils über die Reserveliste ihrer Partei nach.
Sie gehörte für die SPD der Bezirksvertretung des Bonner Stadtbezirks Beuel an und war im Schulausschuss tätig. Bei der Kommunalwahl 2009 trat sie im Wahlkreis Schwarzrheindorf/Vilich-Rheindorf/Combahnviertel als Direktkandidatin für den Bonner Stadtrat an, schaffte den Einzug jedoch nicht.